# Denis Lynch
Pour les articles homonymes, voir Lynch.
Denis Lynch, né le 3 mai 1976, est un cavalier de saut d'obstacles irlandais.
Lors des Jeux olympiques de 2008, il fait partie des cavaliers dont le cheval s'est vu déclaré positif à la capsaïcine et à la nonivamide, des analgésiques qui posés sur les jambes des chevaux entraînent une hyper-sensibilité dissuadant de toucher les barres. Il a donc été disqualifié pour dopage,. En 2012, peu après la Coupe des nations, son cheval Lantinus 3 est de nouveau contrôlé positif à un test d'hypersensibilité à Aix-la-Chapelle, ce qui suspend la participation de Lynch et de son cheval aux Jeux olympiques d'été de 2012 à Londres, sur décision du comité d'équitation irlandais, en raison des précédents problèmes de dopage rencontrés par Lynch.
Il est le cavalier de Upsilon d'Ocquier, qu'il a récupéré des écuries de Daniel Deußer en juin 2007. 
Il monte la jument prometteuse Coulisa fin 2013 et début 2014, mais cette jument apeurée par des coups de cravache chute lourdement et se fracture un membre durant le CSIO5* de Rotterdam en juin 2014. Elle est euthanasiée trois mois plus tard.
Lynch acquiert début 2018 le hongre australien Fairview Aliquidam, après l'avoir vu en compétition sur un live stream.